# 4-я Советская улица (Санкт-Петербург)
4-я Сове́тская у́лица — улица в Центральном районе Санкт-Петербурга. Проходит от Греческой площади до Мытнинской улицы.

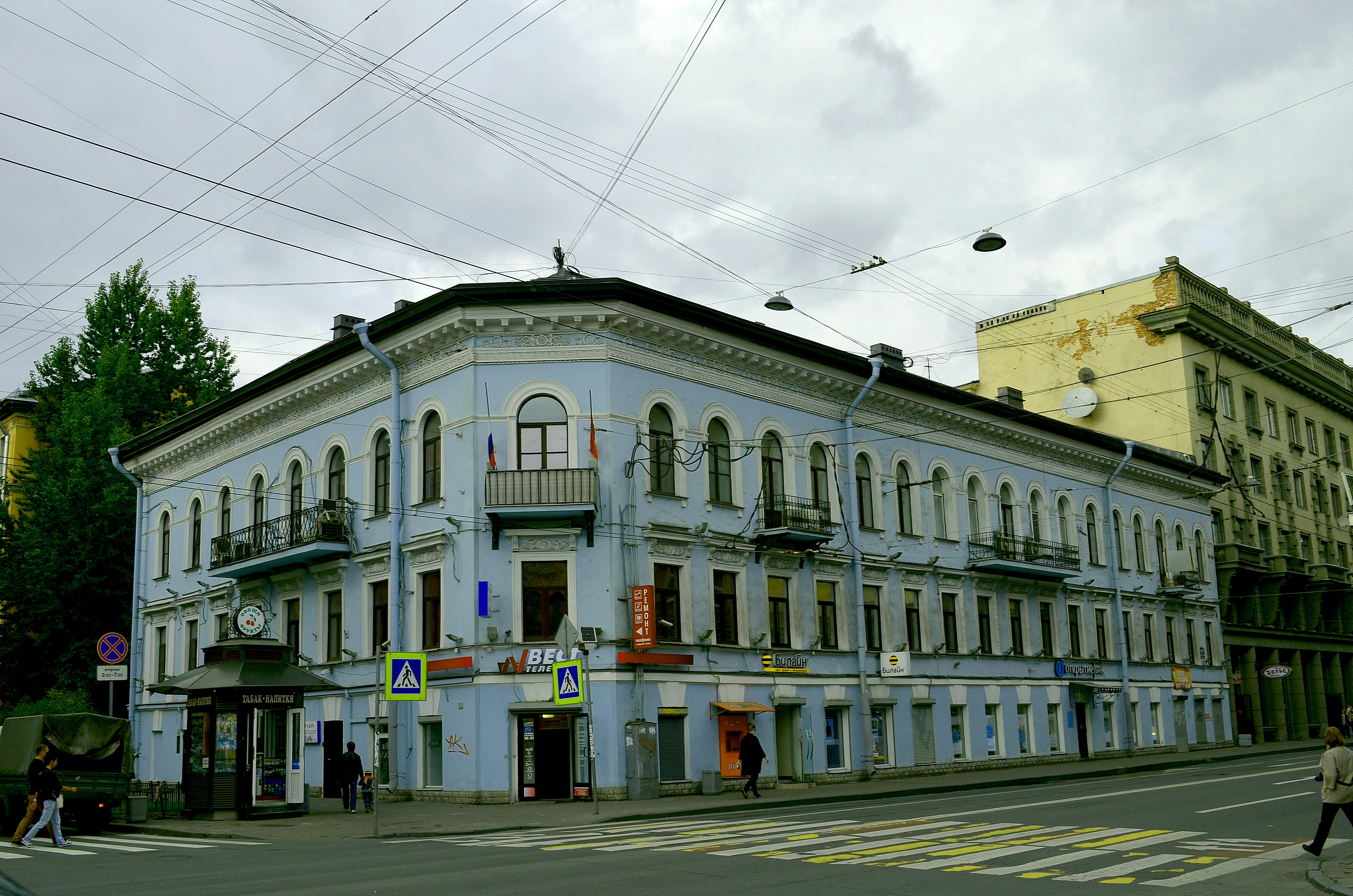
Доходный дом Е. Т. Тимофеева

## История
- Первоначально — 2-я Рожественская (1789—1798 год).
- С 1777 по 1797 год — 2-я.
- 1776 год — 2-я линия Слонового двора.
- С 1789 по 1792 год — 2-я Рожественская линия.
- С 1790 по 1794 год — 2-я линия Рожественской части.
- С 1794 по 1801 год — 2-я линия на Песках.
- С 1792 по 1822 год — 3-я.
- С 1804 по 1822 год — 3-я Рожественская.
- С 1812 по 1858 год — 4-я Рожественская.
- С 1835 по 1857 год — 4-я.
- С конца 1850-х годов по 6 октября 1923 года — 4-я Рождественская.
- Нынешнее название получила 6 октября 1923 года.
- Первоначально проходила от Греческого проспекта до Мытнинской улицы.
- В 1860-х годах продолжена от Греческого проспекта до Греческой площади.
- В 1870-х годах от Мытнинской улицы до Овсянниковского сада.
- 20 января 2021 года улицу сократили до Мытнинской улицы[1].

## Примечательные здания
- Дом № 5 — здание ветеринарной лечебницы Общества покровительства животных, 1914, арх. И. И. Долгинов.  7831813000
- Дом № 16 (Суворовский проспект, 10) — доходный дом Е. Т. Тимофеева, нач. XIX в., после пожара в 1859 году был перестроен по проекту арх. К. К. Циглер фон Шафгаузена.  7831920000
- Дом № 34-36 — историческое здание 1859—1860 годов постройки, арх. А. А. Кулаков, перестроено в 1896-м по проекту гражданского инженера С. П. Кондратьева. В этом доме у В. Д. Бонч-Бруевича В. И. Ленин встречался с партийными работниками.  7802734000
- Дом № 46 (Мытнинская улица, 8) — доходный дом П. Ф. Дыренкова, 1903—1904, арх. М. И. Сегаль.